# Meg Okura
Meg Okura (japanisch 大倉恵, * 3. August 1973 in Tokyo) ist eine aus Japan stammende, in den Vereinigten Staaten lebende Jazzmusikerin (Geige, Komposition) und Bandleaderin.

## Leben und Wirken
Meg Okura hatte ab fünf Jahren ersten Musikunterricht an der Toho Gakuen Musikschule. Erste musikalische Erfahrungen sammelte sie als Kirchenmusikerin am Piano und Orgel in der evangelikalen Kirche ihrer Heimatstadt Ome. In den frühen 1990er-Jahren tourte Okura mit dem Asian Youth Orchestra; 1992 trat sie erstmals in den USA mit Alexander Schneider und dem New York String Orchestra im Kennedy Center in Washington D.C auf. Den Bachelor und den Master-Abschluss im klassischen Geigenspiel erwarb sie an der Juilliard School. 1998 legte sie in Japan ihr Debütalbum Peace in My Heart vor; erste Aufnahmen im Bereich des Jazz entstanden 2000, als sie im Axis String Quartet und Lee Konitz das Album Play French Impressionist Music from the 20th Century einspielte.
Seit Mitte der 2000er-Jahre leitet Okura das Pan Asian Chamber Jazz Ensemble; 2008 erschien das Debütalbum Meg Okura's Pan Asian Chamber Jazz Ensemble, gefolgt von Naima (2009). Mit dem Ensemble und Tom Harrell als Gastmusiker nahm sie 2015 ihr drittes Album Ima Ima auf; weitere Mitwirkende waren ihr Mann Sam Newsome, Sam Sadigursky, Brian Marsella, und Rez Abbasi.
Mit ihrem Orchester trat sie 2013 mit einem Programm der Musik von Ryuichi Sakamoto auf; in ihrer Band spielten zu dieser Zeit Helen Sung (Piano), Anne Drummond & Jamie Baum (Flöten), Dezron Douglas (Kontrabass) und E. J. Strickland (Schlagzeug). Außerdem arbeitete sie mit dem Brian Landrus Orchestra (Generations, 2017), im NPO Trio (Live at The Stone (2016) mit Jean-Michel Pilc und Sam Newsome) sowie in den Formationen Pharaoh's Daughter (mit Basya Schechter, Daphna Mor, Shanir Ezra Blumenkranz), Sirius String Quartet, im Steve Swallow/Ohad Talmor Sextet (L'Histoire du Clochard (The Bum's Tale), 2003) und The Scorchio Quartet. Im Bereich des Jazz war sie zwischen 2000 und 2017 an 27 Aufnahmesessions beteiligt, u. a. auch mit Darryl Hall, Jeremy Pelt, Barbara Rosene, Erin Bode, Vince Giordano, Dianne Reeves, Nick Didkovsky, George Colligan und JC Sanford.